# Caulanthus barnebyi
Caulanthus barnebyi là một loài thực vật có hoa trong họ Cải. Loài này được Rollins & P.K.Holmgren mô tả khoa học đầu tiên năm 1980.